# Adriana Karembeu
Adriana Karembeu, nascuda Adriana Sklenaříková Brezno, Eslovàquia (llavors Txecoslovàquia, 17 de setembre de 1971), és una model, actriu i presentadora de televisió eslovaca francòfona.

## Biografia

### Joventut i infantesa
Adriana és filla de Zlatica Gazdikova, metgessa d'origen eslovac i de Miroslav Sklenařík, enginyer txec (procedent de Vsetín, a la regió de Zlín). Té una germana, Natalia Sklenaříková (nascuda l'any 1977), que és advocada a París. Al seu naixement, els seus pares, llavors estudiants, la confien als seus avis que l'eduquen fins als cinc anys. Després torna a viure amb els seus pares. No obstant això, confessarà més tard que el seu pare era fred i distant amb ella i que preferia la seva germana. Dirà també que sempre ha experimentat una gran admiració per la seva mare.
Adriana Karembeu estudia durant diversos semestres a la facultat de medicina de la Universitat Carolina de Praga a Praga. Mentre fa tercer de medicina, el 1994, és detectada per un reclutador d'una agència francesa de models en un concurs de bellesa.

### Començaments i revelació com atop-model(anys 1990)

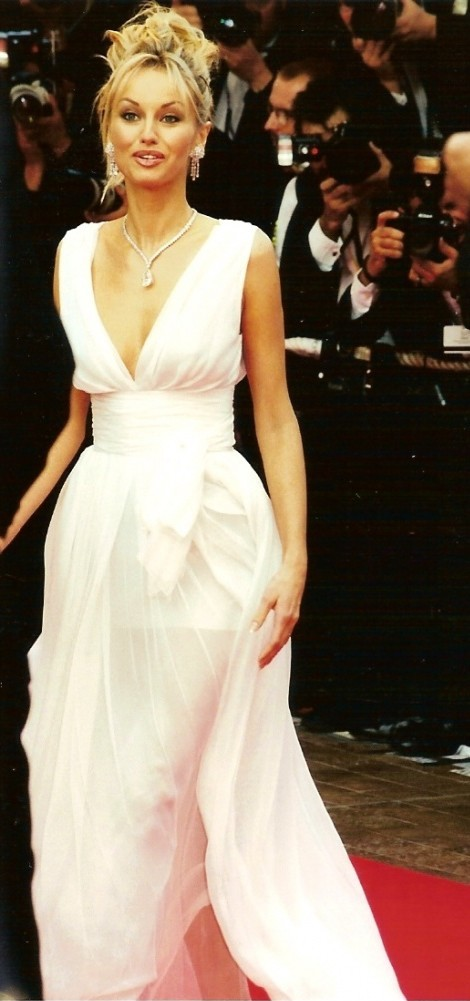
Adriana Karembeu al Festival de Canes 1999.

Amb el bitllet d'avió a la butxaca, marxa a París amb la finalitat de començar una nova vida. Un cop arribada, s'instal·la en un pis amb altres models que comencen. Els seus començaments són difícils. Es queda vuit dies sense menjar perquè no té diners i només parla eslovac, txec i rus i no s'atreveix a demanar una bestreta a ningú. El seu primer treball com a model va ser una sessió de fotos en mallots de bany a les Bahames pel Catàleg dels 3 Suissos. Confiarà més tard que aquell dia va guanyar en una jornada el que la seva mare guanyava en un any.
Després, gràcies a la seva gran bellesa, molt ràpidament els esdeveniments giren al seu favor. Desfila per grans marques com Thierry Mugler, Rochas, Karl Lagerfeld, Givenchy o Lanvin. Esdevé una de les models més demanades de final dels anys 1990 i veu el seu salari explosionar, així com la seva popularitat.
A continuació esdevé el símbol de la marca de llenceria femenina Wonderbra, marca de la qual aixecarà immediatament el potencial comercial amb 240.000 unitats venudes l'any 2001, o sigui el doble de l'any precedent. És igualment el rostre publicitari de les marques Victoria's Secret, Roberto Cavalli, Majestic, Onyx Jeans i de la marca txeca Škoda.
Va ser fotografiada pels més grans fotògrafs de moda com Steven Meisel, Patrick Demarchelier, Peter Lindbergh i Ellen von Unwerth. Adriana Karembeu és també a la portada de nombroses revistes com: Elle, Vanity Fair, Harper's Bazaar, Photo, Casting, Emma, Boxer i Maxim.
El 1994, fa el seu propi paper al film Prêt-à-porter, al costat d'unes altres top-models com Claudia Schiffer, Naomi Campbell i Helena Christensen. Aquesta sàtira va ser dirigida per Robert Altman.
S'aventura també a la televisió: en principi animant una emissió italiana, Domenica In, a la RAI, a continuació fent un Cameo al programa francès Un gars, une fille. Aquest cameo li permet passar a la televisió.

### Diversificació (anys 2000)
El juny de 2003, participa en l'operació de venda a les licitacions de « Fotos de stars » apadrinada aquell any per Sophie Marceau.Després apareix breument en un dels lliuraments de l'emissió Elie Anunce Semoun la Suite. Roda publicitat pel matalàs Bultex, difosa de 2003 a 2005.
El 2004, comparteix el cartell de la comèdia dramàtica Trois petites filles amb Gérard Jugnot. Aquest film va ser escrit i dirigit per Jean-Loup Hubert, que li confia el paper d'una ballarina gogo, i on Jugnot interpreta el seu mànager. Paral·lelament, prossegueix les seves activitats mediàtiques habituals: el 2005 crea la seva gamma de cosmetics SILICI+. I el 2006, és escollida la dona la més sexy del món per FHM França.
El febrer del 2007, torna a la comèdia amb Adriana et moi, una ficció de noranta minuts on és l'heroïna. Interpreta una star dels podis que coneix un modest florista, interpretat per Bernard Yerlès, en les andanes de la parada de metro de Châtelet - Les Halles.
La tardor del 2007, presenta i és presidenta del jurat de Top Models, emissió de telerealitat difosa a M6, pretenent promoure joves noies al rang de model.
El 2008 fa el paper de Madame Agecanonix al film Astèrix als Jocs Olímpics. El juliol, apareix a l'emissió Cita en terra desconeguda a France 2 on passa dues setmanes amb els Amhares, una tribu cristiana d'Etiòpia.
Des del seu llançament, Adriana Karembeu presenta en companyia de Jérémy Urbain el concurs Top Model Belgium (concurs que recluta joves talents belgues i la seva oferta de nombroses oportunitats entre les quals contractes a l'agència d'Adriana a París).
El 2008, esdevé el simbol de la cadena de optics Atol, que crea una col·lecció d'ulleres amb el seu nom, la « col·lecció Adriana Karembeu ». També el 2008, apareix a la publicitat de l'operador telefònic Virgin Mòbil.

### Confirmació com a presentadora (anys 2010)
El 2011 és la padrina de l'emissió Generació maniquí difosa a la cadena NRJ12.
El 4 de maig de 2011, Adriana Karembeu anuncia via un comunicat de premsa, que la seva societat AKD (Adriana Karembeu Difusió) va sortir a la Borsa de París.
Del 12 de febrer de 2011 al 12 de març de 2011, Adriana Karembeu forma part dels candidats de la temporada 1 de l'emissió Danse avec les stars a TF1, al costat del ballarí Julien Brugel. Arriba a semifinals de l'emissió i acaba quarta de la competició, eliminada davant de David Ginola.
El 2012, coanima Les Pouvoirs extraordinaires du corps humain al costat de Michel Cymes a France 2. El mateix any, presenta un nou docu-realitat a la M6 tractant de la complexitat de la vida de parella.
El mateix any, és el símbol dels magatzems de mobles i d'objectes de decoració Atlas. Diu mesurar 1,78 m i surt al llibre Guinness dels Rècords per tenir unes cames entre les més llargues del món de la moda (1,24 metres).
El 8 de desembre de 2012, al Zénith de Llemotges, és membre del jurat de l'elecció de Miss França 2013 retransmesa en directe per TF1, al costat d'Alain Delon (president del jurat), Mireille Darc (vicepresidenta), de Nikos Aliagas, Camille Muffat, Frédéric Diefenthal i Alexandra Rosenfeld.
El 2013, participa a Pequín Exprés a la M6 al costat de Roger i Renée per la 2a etapa a Cuba.
Del 16 al 31 de març de 2013, comenta el ral·li de les Gazelles a la M6.

### Activitats altruistes
El 1999, Adriana comença a donar suport en la lluita contra les mines antipersones.
El 2000, ajuda la Creu Roja francesa en la seva campanya «gestos que salven» de formació en primers auxilis (i participa directament en el contingut del llibre i del CD-ROM, editat l'any 2002 amb el mateix nom, inclosos en les pràctiques de la formació oficial a la AFPS.
El 2004, Adriana Karembeu participa de nou en aquesta operació organitzada per Reporters Sense Fronteres per aportar un suport financer a les famílies dels vint-i-nou periodistes empresonats a Cuba. El novembre, Adriana Karembeu és nomenada «Ambaixadora eslovaca al món» pel president eslovac Rudolf Schuster.
Des de març de 2010, és l'ambaixadora del futbol femení per la Federació Francesa de Futbol (FFF). Padrina de la festa dels quaranta anys del futbol femení, és encara compromesa més durablement per aquesta causa i anirà a partits, concentracions de masses, visites de clubs o escoles de futbol femenins. El seu missatge se centrarà en la pràctica femenina i de la necessitat d'integrar les dones a totes les estructures i a tots els nivells.
És ambaixadora de la Creu Roja francesa.

## Vida privada

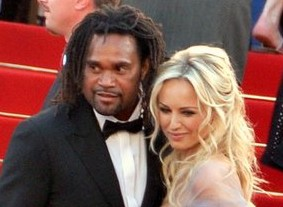
Adriana i Christian Karembeu al festival de Canes 2010.

Es va casar amb el futbolista francès Christian Karembeu a Còrsega el 22 de desembre de 1998 i va anunciar la seva separació el 9 de març de 2011.
Es va tornar a casar el 14 de juny de 2014 a Mònaco amb Aram Ohanian, un home de negocis d'origen armeni. Viu amb ell a Marràqueix (Marroc), on té un restaurant.

## Filmografia

### Cinema
- 1994: Prêt-à-porter de Robert Altman: ella mateixa
- 2004: Tres petites filles de Jean-Loup Hubert: Laetitia
- 2008: Astèrix als Jocs olímpics de Thomas Langmann i Frédéric Forestal: Madame Agecanonix

### Televisió
- 2000: Un gars, une fille de Isabelle Camus i Hélène Jacques: el seu propi paper
- 2007: Adriana i jo de Williams Crépin: Adriana
- 2012: Scènes de ménages: ce soir, ils reçoivent: de Francis Duquet: Vanessa, la veïna de Liliane i José, i dona de Vincent
- 2014: ''Un Noël presque parfait: Jennifer, una entrenadora que intentarà que Alex sigui un pare respectable
- 2015: Meurtres à Étretat de Laurence Katrian: Karine Zenco
- 2015: Secció d'investigacions - temporada 9, episodi 1 Copycat: Tina Kepler
- 2015: El doctor Martin (temporada 5) de Stéphane Kappes: Adriana Soupov